# Madison Ivy
Madison Ivy (Baviera, 14 de juny de 1989) és una actriu pornogràfica alemanya. Madison Ivy va néixer amb el nom de Clorisa Briggs, però va créixer a Texas, Estats Units. Va entrar en la indústria pornogràfica als 18 anys, després de treballar com stripper Es va estrenar en pantalla tenyida de ros, encara que amb el pas del temps va tornar a actuar amb el seu color bru natural. El seu nom artístic és un homenatge al personatge de DC Comics Poison Ivy. L'any 2009, es va sotmetre a cirurgia per augmentar la grandària dels seus pits, passant d'una B a una D, amb gairebé 500 cc de solució salina. 
El 25 de gener de 2015 va sofrir un accident de conducció que li va fracturar la columna vertebral i li va produir un esquinçament abdominal. Va anunciar que deixava l'actuació durant diversos mesos, fins a mitjans de l'any 2016, per tal de recuperar-se.

## Premis i nominacions
| Any  | Cerimònia   | Resultat                                        | Premi                    |
| ---- | ----------- | ----------------------------------------------- | ------------------------ |
| 2009 | AVN Awards  | Millor escena de sexe grupal solament amb dones | Not Bewitched XXX        |
| 2010 | AVN Awards  | Millor escena de sexe grupal solament amb dones | Party of Feet            |
| 2012 | AVN Awards  | Best Tease Performance                          | Bombshells 1             |
| 2013 | Sex Awards  | Porn's Best Bodi                                |                          |
| 2014 | XBIZ Awards | Best Scene - Couples-Themed Release,            | Hotel No Tell            |
| 2014 | XBIZ Awards | Best Scene - Senar-Feature Release              | North Pole 104           |
| 2015 | AVN Awards  | Most Outrageous Sex Scene                       | Pretty Sloppy 5          |
| 2015 | AVN Awards  | Fan Award: Social Mitjana Star                  |                          |
| 2015 | AVN Awards  | Fan Award: Favorite Female Porn Star            |                          |
| 2015 | XBIZ Awards | Best Scene - Couples-Themed Release             | No Way Out               |
| 2015 | XBIZ Awards | Best Scene - Vignette Release                   | Pornstars Like It Big 20 |
| 2016 | AVN Awards  | Fan Award: Best Boobs                           |                          |
| 2016 | XBIZ Awards | Best Scene - Vignette Release                   | Baby Got Boobs 16        |